# George Porteous
George Porteous, CM, MBE (* 7. April 1903 in Douglas, South Lanarkshire, Schottland; † 6. Februar 1978 in Regina) war ein kanadischer Sozialarbeiter. Von 1976 bis 1978 war er Vizegouverneur der Provinz Saskatchewan.

## Biografie
Porteous wanderte in seiner Jugend nach Kanada aus. Er studierte an der University of Saskatchewan, arbeitete für den YMCA und wurde schließlich Ausbilder bei der kanadischen Armee. 1941 wurde er mit den Winnipeg Grenadiers nach Hongkong geschickt, um die dortige britische Garnison zu verstärken. Kurz darauf geriet er bei der japanischen Besetzung Hongkongs in Kriegsgefangenschaft und verbrachte den Rest des Krieges in Gefangenenlagern. Für seine Verdienste um die Hebung der Moral wurde er mit dem Order of the British Empire ausgezeichnet.
Nach Saskatoon zurückgekehrt, wurde Porteous zum Direktor der Fundraisingorganisation Saskatoon Community Chest, die lokale Wohltätigkeitsprojekte unterstützt, gewählt. 1974 erhielt er für seine karitativen Tätigkeiten den Order of Canada. Generalgouverneur Jules Léger vereidigte ihn am 3. März 1976 als Vizegouverneur von Saskatchewan. Dieses repräsentative Amt übte er bis zu seinem Tod aus.